# Martina Stoessel
Martina Stoessel Muzlera (Buenos Aires, 21 maart 1997) is een Argentijns actrice, danseres, model en zangeres.

## Levensloop
Stoessel is geboren in Buenos Aires en is de dochter van de televisieproducer en directeur Alejandro Stoessel en Mariana Muzlera. Stoessel studeerde zang, piano, muzikale komedie, muziektheater en dans. Ze is bekend door haar hoofdrol als Violetta Castillo in de televisieserie Violetta. Voor deze rol won ze een prijs voor "vrouwelijke nieuwkomer" in de Argentijnse versie van de Nickelodeon Kids' Choice Awards van 2012. In 2007 had Stoessel een rol in het eerste seizoen van Patito Feo, als Martina. Stoessel speelde ook een rol als Anna in een flashbackaflevering van dezelfde serie. In 2011 nam Stoessel de Spaanse versie van "The Glow" op. Het lied heet "Tu Resplandor". Het lied staat op het album Disney Princess: Fairy Tale Songs. Stoessel streed met dit lied op een evenement voor Disney Channel Latijns-Amerika genaamd Celebratón, dat plaatsvond op 31 december 2011. In mei 2016 kwam de film Tini: het nieuwe leven van Violetta uit, waarin onder anderen Stoessel, Van Kooten, Jorge Blanco en Mercedes Lambre een rol hebben. In mei 2016 begon ze het YouTubekanaal TINI. Daar komt er elke vrijdag een nieuwe video online met Engelse ondertiteling. In 2017 begon ze met haar eerste eigen tournee, de Got Me Started Tour. Die was te zien in onder andere Madrid, Duitsland en België. In maart 2017 kreeg ze ook haar eigen kleding genaamd TINI. Het logo daarvan is haar hondje Olga.
Voor de animatiefilm Frozen zong Stoessel "Libre soy" en "All'alba sorgerò", de Spaanse en Italiaanse versies van het liedje "Let It Go".

## Tournees
- 2013-2014 - Violetta en Vivo
- 2015 - Violetta Live
- 2017 - Got Me Started Tour
- 2018-2020 - Quiero Volver tour
- 2022-2023 - TINI TOUR

## Albums
- 2016 - TINI (Martina Stoessel)
- 2018 - Tini Quiero Volver
- 2020 - TINI TINI TINI
- 2023 - CUPIDO
- 2024 - un mechón de pelo

## Singles
Als Hoofd artiest
| Lied                                                                  | Jaar | Album                   |
| --------------------------------------------------------------------- | ---- | ----------------------- |
| Libre Soy                                                             | 2013 | Frozen                  |
| Siempre Brillarás" / "Born to Shine                                   | 2016 | TINI (Martina Stoessel) |
| Great Escape" / "Yo Me Escaparé                                       | 2016 | TINI (Martina Stoessel) |
| Got Me Started" / "Ya No Hay Nadie Que Nos Pare (Ft. Sebastián Yatra) | 2016 | TINI (Martina Stoessel) |
| Si Tú Te Vas / My Stupid Heart                                        | 2017 | TINI (Martina Stoessel) |
| Te Quiero más (Ft. Nacho)                                             | 2017 | Quiero Volver           |
| Princesa (Ft. Karol G)                                                | 2018 | Quiero Volver           |
| Consejo de Amor (Ft. Morat)                                           | 2018 | Quiero Volver           |
| Quiero Volver (Ft. Sebastián Yatra)                                   | 2018 | Quiero Volver           |
| Por Que Te Vas (Ft. Cali y El Dande)                                  | 2018 | Quiero Volver           |
| 22 (Ft. Greeicy)                                                      | 2019 | TINI TINI TINI          |
| Suéltate El Pelo                                                      | 2019 | TINI TINI TINI          |
| Fresa (Ft. Lalo Ebratt)                                               | 2019 | TINI TINI TINI          |
| Oye (Ft. Sebastián Yatra)                                             | 2019 | TINI TINI TINI          |
| Recuerdo (Ft. Mau y Ricky)                                            | 2020 | TINI TINI TINI          |
| R3HAB, TINI, Reik - Bésame (I Need You)                               | 2020 | -                       |
| Ella Dice (Ft. Khea)                                                  | 2020 | TINI TINI TINI          |
| Duele (Ft. John C)                                                    | 2020 | TINI TINI TINI          |
| Un Beso en Madrid (Ft. Alejandro Sanz)                                | 2020 | TINI TINI TINI          |
| Te Olvidaré                                                           | 2020 | TINI TINI TINI          |

#### Met bekende artiesten
| Titel                       | Artiest                                                      | Jaar | Album                                     |
| --------------------------- | ------------------------------------------------------------ | ---- | ----------------------------------------- |
| "Somos El Cambio            | Martina Stoessel & Odino Faccia                              | 2016 | -                                         |
| "Todo Es Posible"           | David Bisbal Ft. Martina Stoessel                            | 2017 | Tadeo Jones 2: El secreto del Rey Midas   |
| "It's A Lie"                | The Vamps Ft. Martina Stoessel                               | 2017 | Night & Day                               |
| "Y Apareciste Tu"           | Cacho & Martina Stoessel                                     | 2017 | Cacho y Sus Amigos: Concierto Inolvidable |
| '"Light Down Low Latin Mix" | Max Ft. Martina Stoessel                                     | 2017 | Hell's Kitchen Angel                      |
| "La Cintura Remix"          | Álvaro Soler Ft. Flo Rida & Martina Stoessel                 | 2018 | Mar de Colores                            |
| "Lo Malo"                   | Aitana, Ana Guerra Ft. Greeicy & Martina Stoessel            | 2018 | Reflexión                                 |
| "Wild"                      | Jonas Blue Ft. Chelcee Grimes, Martina Stoessel, Jhay Cortez | 2018 | Blue                                      |
| "Sad Song"                  | Alesso Ft. Martina Stoessel                                  | 2019 | Sad Song                                  |
| Ya no me llames             | Ovy on the Drums, TINI                                       | 2020 | -                                         |
| High (Remix)                | TINI, María Becerra, Lola Índigo                             | 2020 | -                                         |

| Titel           | Jaar | Album                       |
| --------------- | ---- | --------------------------- |
| En Mi Mundo     | 2012 | Violetta                    |
| Nel Mio Mondo   | 2012 | Violetta                    |
| Hoy Somos Más   | 2013 | Hoy Somos Más               |
| In My Own World | 2013 | Disney Channel Play It Loud |
| En Gira         | 2014 | Gira Mi Canción             |
| Yo Te Amo a Tí  | 2016 | Tini (Martina Stoessel)     |
| Losing the Love | 2016 | Tini (Martina Stoessel)     |
| Somos El Cambio | 2017 | -                           |
| Love is Love    | 2018 | Quiero Volver               |
| Diciembre       | 2019 | TINI TINI TINI              |

## Prijzen en nominaties
| Jaar | Award                            | Categorie                                              | Werk                               | Resultaat   | Ref. |
| ---- | -------------------------------- | ------------------------------------------------------ | ---------------------------------- | ----------- | ---- |
| 2012 | Kids Choice Awards Argentina     | Vrouwelijke Nieuwkomer                                 | Violetta                           | Gewonnen    |      |
| 2012 | E! Awards                        | Argentijnse beroemdheid van het jaar                   | Haarzelf                           | Genomineerd |      |
| 2013 | Kids Choice Awards Argentina     | Favoriete TV actrice                                   | Violetta                           | Genomineerd |      |
| 2013 | Kids Choice Awards               | Favoriete latijnse artiest                             | Violetta                           | Genomineerd |      |
| 2013 | Premios Martín Fierro            | Vrouwelijke Nieuwkomer                                 | Violetta                           | Gewonnen    |      |
| 2013 | Premios Carlos Gardel            | Beste film- of televisiesoundtrackalbum                | Violetta                           | Gewonnen    |      |
| 2013 | Los más clickeados               | Beroemdheden met de hoogste beoordeling van het jaar   | Haarzelf                           | Gewonnen    |      |
| 2014 | Kids' Choice Awards Colombia     | Favoriete TV actrice                                   | Violetta                           | Gewonnen    |      |
| 2014 | Kids Choice Awards México        | Favoriete TV actrice                                   | Violetta                           | Genomineerd |      |
| 2014 | Kids Choice Awards México        | Favoriete selfie                                       | Violetta                           | Genomineerd |      |
| 2014 | World Music Awards               | Beste videoclip                                        | «Libre soy»                        | Genomineerd |      |
| 2014 | World Music Awards               | Beste lied                                             | «Libre soy»                        | Genomineerd |      |
| 2014 | World Music Awards               | Beste Vrouwelijke artiest                              | Haarzelf                           | Genomineerd |      |
| 2014 | World Music Awards               | Beste live optreden                                    | Haarzelf                           | Genomineerd |      |
| 2014 | World Music Awards               | Wereld artiest van het jaar                            | Haarzelf                           | Genomineerd |      |
| 2015 | Kids Choice Awards México        | Favoriete TV actrice                                   | Violetta                           | Genomineerd |      |
| 2015 | Los más clickeados               | Beroemdheden met de hoogste beoordeling van het jaar   | Haarzelf                           | Gewonnen    |      |
| 2015 | Bravo Otto                       | Super-TV-Star female                                   | Haarzelf                           | Gewonnen    |      |
| 2016 | Bravo Otto                       | Super-female-singer                                    | Haarzelf                           | Gewonnen    |      |
| 2016 | MTV Europe Music Awards          | Beste Zuid-Amerikaanse artiest                         | Haarzelf                           | Genomineerd |      |
| 2016 | Premios Quiero                   | Beste Instagram-muzikant                               | Haarzelf                           | Gewonnen    |      |
| 2016 | Premios Quiero                   | Beste vrouwelijke Videoclip                            | «Siempre brillaras»                | Genomineerd |      |
| 2017 | Bravo Otro                       | Super-TV-Star female                                   | Haarzelf                           | Gewonnen    |      |
| 2017 | Premios Heat Latin Music Awards  | Beste artiest uit de regio Zuid                        | Haarzelf                           | Genomineerd |      |
| 2017 | Premios Goya                     | Beste Hoofdrolspeelster                                | "Tini: el Gran Cambio de Violetta" | Genomineerd |      |
| 2017 | Premios Goya                     | Beste origineel lied                                   | "Tini: el Gran Cambio de Violetta" | Genomineerd |      |
| 2017 | Premios Quiero                   | Beste pop video                                        | «Ya no hay nadie que nos pare»     | Genomineerd |      |
| 2017 | Premios Quiero                   | Beste director                                         | «Si tú te vas»                     | Genomineerd |      |
| 2017 | Premios Quiero                   | Beste vrouwelijke Videoclip                            | «Si tú te vas»                     | Genomineerd |      |
| 2017 | Premios Quiero                   | Beste youtube kanaal                                   | Haarzelf                           | Gewonnen    |      |
| 2018 | Kids Choice Awards Argentina     | Nationaal Artiest                                      | Haarzelf                           | Genomineerd |      |
| 2018 | Premios Martín Fierro Digital    | Beste muzikale artiest                                 | Haarzelf                           | Gewonnen    |      |
| 2018 | Bravo Otto                       | Super-Singer                                           | Haarzelf                           | Genomineerd |      |
| 2018 | MTV Europe Music Awards          | Beste Zuid-Amerikaanse artiest                         | Haarzelf                           | Genomineerd |      |
| 2018 | Premios Cheers                   | Maatschappelijk verantwoord ondernemen                 | Haarzelf                           | Gewonnen    |      |
| 2018 | Flor de mujer                    | Top van vrouwen Solidariteit                           | Haarzelf                           | Gewonnen    |      |
| 2018 | MTV Millennial Awards            | Artiest+ Vlam van Argentinië                           | Haarzelf                           | Gewonnen    |      |
| 2018 | Premios Quiero                   | Beste melodieuze video                                 | «Consejo de amor»                  | Genomineerd |      |
| 2018 | Premios Quiero                   | Beste vrouwelijke Videoclip                            | «Princesa»                         | Genomineerd |      |
| 2018 | Premios Quiero                   | Beste Dancechoreografie Videoclip                      | «Princesa»                         | Gewonnen    |      |
| 2018 | Premios Quiero                   | Beste youtube kanal                                    | Haarzelf                           | Genomineerd |      |
| 2019 | Premios Martín Fierro de la Moda | Beste Vrouwelijke Zangeres                             | Haarzelf                           | Genomineerd |      |
| 2019 | Premios Carlos Gardel            | Beste Vrouwelijke pop album                            | Quiero volver                      | Genomineerd |      |
| 2019 | Los más clickeados               | Beroemdheden met de hoogste beoordeling van het jaar   | Haarzelf                           | Gewonnen    |      |
| 2019 | Bravo Otto                       | International-Singer                                   | Haarzelf                           | Genomineerd |      |
| 2019 | MTV Europe Music Awards          | Beste Zuid-Amerikaanse artiest                         | Haarzelf                           | Genomineerd |      |
| 2019 | MTV Millennial Awards            | Artiest+ Vlam van Argentinië                           | Haarzelf                           | Genomineerd |      |
| 2019 | MTV Millennial Awards            | Beste Instergrammer                                    | Haarzelf                           | Genomineerd |      |
| 2019 | Premios Juventud                 | Nieuw in de VS maar groot in huis                      | Haarzelf                           | Genomineerd |      |
| 2019 | Premios Juventud                 | Artiesten van een realityshow die vandaag sterren zijn | Haarzelf                           | Genomineerd |      |
| 2019 | Premios Lo Nuestro               | Beste nieuwe artiest                                   | Haarzelf                           | Genomineerd |      |
| 2019 | Breaktudo Awards                 | Latijnse artiest                                       | Haarzelf                           | Genomineerd |      |
| 2019 | Premios Quiero                   | Beste buitengewone ontmoeting                          | «Por qué te vas»                   | Genomineerd |      |
| 2019 | Premios Quiero                   | Beste melodieuze video                                 | «Por qué te vas»                   | Gewonnen    |      |
| 2019 | Premios Quiero                   | Beste youtube kanaal                                   | Haarzelf                           | Genomineerd |      |
| 2019 | Premios Quiero                   | Beste videoclip van het jaar                           | «22»                               | Gewonnen    |      |
| 2019 | Premios Quiero                   | Beste vrouwelijke videoclip                            | «22»                               | Genomineerd |      |
| 2020 | MTV Europe Music Awards          | Beste Zuid-Amerikaanse artiest                         | Haarzelf                           | Genomineerd |      |
| 2020 | Premios Quiero                   | Videoclip van het jaar                                 | «Ella dice»                        | Genomineerd |      |
| 2020 | Premios Quiero                   | Beste buitengewone ontmoeting                          | «Ella dice»                        | Gewonnen    |      |
| 2020 | Premios Quiero                   | Beste Choreografie                                     | «Duele»                            | Genomineerd |      |
| 2020 | Premios Quiero                   | Beste vrouwelijke videclip                             | «Oye»                              | Genomineerd |      |
| 2020 | Premios Quiero                   | Beste pop video                                        | «Ya no me llames»                  | Gewonnen    |      |
| 2020 | Premios Heat Latin Music Awards  | Beste artiest uit de regio Zuid                        | Haarzelf                           | Genomineerd |      |
| 2020 | Breaktudo Awards                 | Hit latino                                             | «Oye»                              | Genomineerd |      |
| 2020 | Breaktudo Awards                 | Latijnse Artiest                                       | Haarzelf                           | Gewonnen    |      |